# Прекрасний листопад
«Прекрасний листопад» («Un bellissimo novembre») — італійська кінодрама 1969 року, знята режисером Мауро Болоньїні, з Джиною Лоллобриджидою у головній ролі.

## Сюжет
Екранізація однойменного роману Ерколе Патті. Сімейна драма італійського режисера Мауро Болоньїні, історія сицилійської буржуазної сім'ї, де звичаї досить вільні, щоб юнак Ніно закохався у свою тітку Четтіну (Джина Лоллобриджида). Заможний сициліанський клан збирається на родовій віллі відзначити чергову річницю смерті одного з членів сім'ї, батька юнака Ніно. Найостаннішою на віллу прибула невгамовна красуня, тітка Четтіна, яку Ніно не бачив 2 роки, а, зустрівшись, раптом зрозумів, що шалено закоханий у неї. Перше кохання виявилося не тільки хвилюючим, а й гірким життєвим уроком, який Ніно засвоїв у цьому прекрасному листопаді.

## У ролях
- Джина Лоллобриджида — Четтіна
- Паоло Турко — Ніно
- Габріеле Ферцетті — Б'яджо
- Андре Лоуренс — Саса
- Даніель Годе — Еліза
- Маргаріта Лосано — Амалія
- Коррадо Гайпа — дядько Альфіо
- Ізабелла Савона — Джульєтта
- Паскуале Фортунато — Умберто
- Етторе Ріботта — Кончетто
- Грація Ді Марца — Ассунта
- Ілеана Рігано — Розарія
- Франко Аббіана — Енцо
- Амалія Трояні — тітка Марія
- Ванні Кастеллані — Турріду
- Марія Ді Бенедетто — тітка Текла
- Жан Мокорп — Мімі

## Знімальна група
- Режисер — Мауро Болоньїні
- Сценаристи — Лючія Друді Дембі, Антоніо Альтовіті, Аттіліо Річчо
- Продюсер — Антоніо Альтовіті
- Оператор — Армандо Наннуцці
- Композитор — Енніо Морріконе
- Художник — Ванні Кастеллані